# Изложба „Нови чланови” (1999)
Изложба „Нови чланови” се одржала у периоду од 6. до 16. марта у Уметничком павиљону „Цвијета Зузорић”, од 19. марта до 4. априла у Галерији „Сопоћанска виђења” у Новом Пазару и од 9. до 30. априла 1999. године у Дому омладине „Будо Томовић” у Подгорици.

## Уметнички савет
Пријем нових чланова и избор радова за изложбу је обавио Уметнички савет Удружења ликовних уметника Србије у следећем саставу:
- Бранимир Карановић
- Рајко Попивода
- Александар Рафајловић
- Радомир Кнежевић
- Ранка Лучић Јанковић
- Ненад Брачић

## Излагачи

### Сликари
1. Зоран Андрић
2. Мира Антонијевић
3. Драган Бартула
4. Дејана Богосављевић
5. Надежда Марковић Будимлија
6. Весна Гаљак
7. Олга Глишин
8. Марија Димитријевић
9. Божидар Ђокић
10. Сања Ђокић
11. Јелена Ивановић
12. Јана Илић
13. Ивана Јакшић
14. Катарина Јањић
15. Јелена Кнежевић
16. Душко Костић
17. Наташа Лековић
18. Данијела Лилић
19. Татјана Љубисављевић
20. Зоран Маринковић
21. Нина Маркулић
22. Тодор Митровић
23. Мирон Мутаовић
24. Александра Новаковић
25. Милош Новаковић
26. Владо Њаради
27. Богдан Павловић
28. Јован Пантовић
29. Драгана Пејковић Перић
30. Ивона Плескоња
31. Ивана Прлинчевић
32. Ивана Попов
33. Јелена Пуљецовић
34. Жељко Радић
35. Петар Радловић
36. Иван Радовић
37. Аница Радошевић
38. Лидија Славковић
39. Марија Срећковић
40. Мирјана Ступар
41. Дејан Трајковић
42. Милош Филиповић
43. Александар Хајдер
44. Ана Церовић

### Графичари
1. Габријела Булатовић
2. Дубравка Ђукић
3. Бранко Јовановић
4. Александра Костић
5. Звонимир Николић
6. Бранко Николов
7. Симонида Радоњић
8. Ивана Станковић

### Вајари
1. Предраг Благојевић
2. Лана Васиљевић
3. Жељко Миловић
4. Милица Радисављевић
5. Миодраг Станковић

### Проширени медији
1. Биљана Вицковић
2. Дарко Гајић
3. Никола Радић
4. Снежана Папић Скоко
5. Гордана Станишић
6. Саша Стојановић
7. Весна Токин
8. Татјана Шашић